# Ducati bicilíndricas en V

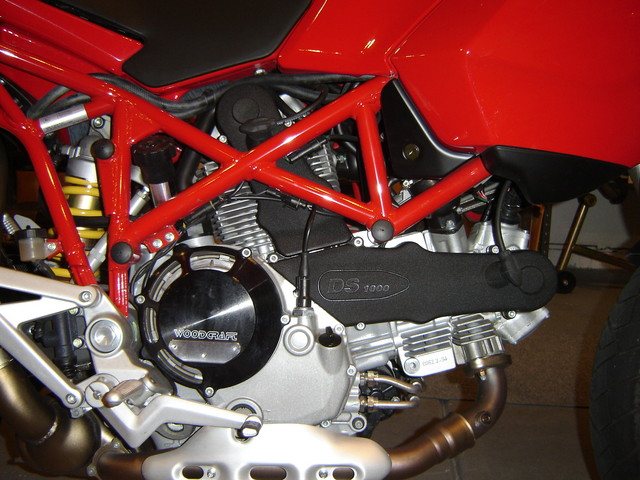
Ducati Multistrada motor V-twin de 90 grados

El siguiente nuevo motor Ducati que apareció después del Ducati Apollo fue el bicilíndrico en V a 90°, cuyas versiones iniciales para las carreras del Grand Prix eran de 500 cc, mientras que las motos de serie eran de 750 cc. También estaba la Ducati 750 Imola Desmo, que ganó en Imola en 1972. Estos motores tenían una transmisión de eje de engranaje cónico hacia el árbol de levas superior, y se producían con cárteres redondos, cuadrados y del tipo Mille. En la década de 1980, dieron paso a los motores de árbol de levas de transmisión por correa que han continuado hasta hoy en día, tanto refrigerados por aire como por líquido. El tipo Mille usaba una manivela de cojinete liso, como los modelos con correa. 

## Motores

### Bicilíndricos en V o en L
Un motor bicilíndrico con sus dos cilindros dispuestos radialmente desde el cigüeñal y formando un ángulo en V, se denomina V-2. El Ducati V-2 tiene la V inclinada hacia adelante, por lo que el cilindro delantero está casi paralelo al suelo, de ahí el término L-2.

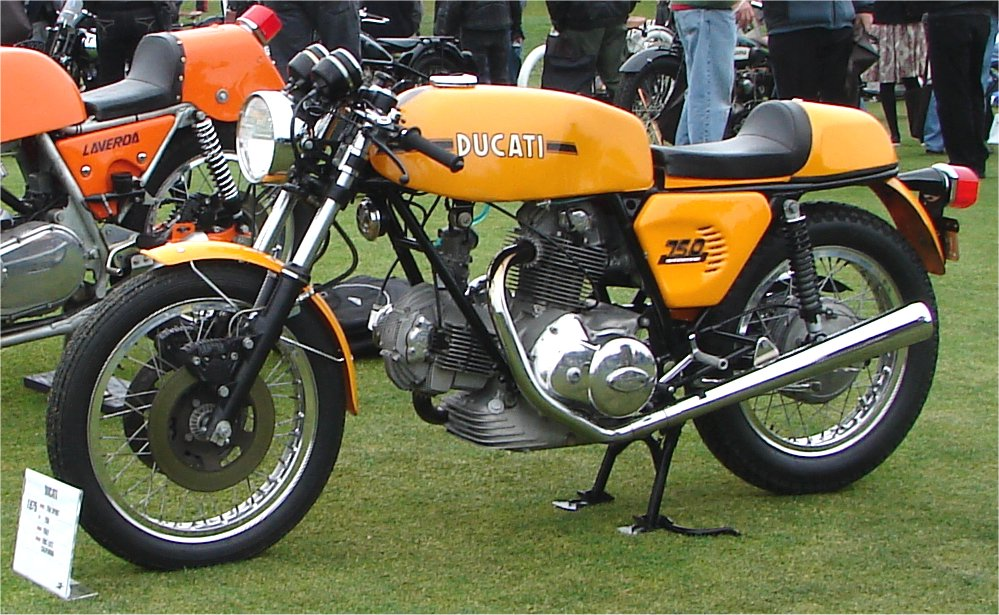
La 750 sport, primer modelo en L a 90 grados, con eje rey

### Motores de dos válvulas
El ingeniero de Ducati, Fabio Taglioni, dijo una vez que cuando comenzaron a construir la manivela de cojinete liso en los motores de árbol de levas accionado por correa, en lugar de la vieja manivela de cojinete de bolas utilizada en los motores de árbol de levas con engranaje cónico, habían pasado de fabricar motores complejos a fabricar motores simples.

### Modelos multiválvula
Desde 1987 también ha habido motocicletas Ducati multiválvula.

## Historia
El 20 de marzo de 1970, Fabio Taglioni dibujó los primeros bocetos para el diseño de un nuevo motor Ducati V-2. En abril se completaron los planos y en julio ya había un motor en funcionamiento. Para agosto de 1970, se había completado un prototipo completo de motocicleta. Taglioni contrató a Leopoldo Tartarini, el fundador de Italjet, para refinar los aspectos de estilo de la nueva Ducati. 
En octubre de 1970, Ducati tomó la decisión de volver a participar en las carreras de motocicletas. El director Arnaldo Milvio y el gerente general Fredmano Spairani estaban entusiasmados con las carreras y alentaron a Fabio Taglioni a desarrollar el motor 750 V-2. En 1971 se construyeron cinco motos V-2 de 500 cc para competir en campeonatos italianos y en las pruebas del Grand Prix. Ducati pensaba en mostrar la motocicleta ante una gran audiencia, y en la publicidad obtenida. Si además ganaban, se consideraría un premio añadido. 
Incluso un tiempo antes, a finales de 1970, y a pesar de la oposición de Taglioni a la idea, Spairani quería que el bastidor de la Ducati de competición fuera diseñado por Colin Seeley, un conocido constructor británico especializado de la época. Se le pidió a Seeley que desarrollara un bastidor de carreras similar a los que había construido para las Matchless G50. Enviaron algunos prototipos de cárter para que Seeley trabajara sobre ellos. El nuevo bastidor Seely de Ducati estuvo listo en febrero de 1971. 
Mientras tanto, en menos de seis meses, Fabio Taglioni y su equipo habían diseñado y construido su propia moto completa (la norma de la industria desde el concepto hasta la producción es de unos tres años). Mientras que las máquinas de competición de 750 y de 500 cc eran muy similares. Los motores de 500 cc tenían una carrera mucho más corta, de 58 mm, con sus 74mm de diámetro. Tenía una compresión de 10,5:1 e inicialmente rendía 61,2 HP (62,0 CV) a 11.000 rpm. Este es el mismo diámetro y carrera que el utilizado en las Pantah 500 posteriores. Todos los motores Ducati de 500 cc para GP utilizaban dos cabezales de válvula desmodrómicos con un ángulo entre válvulas de 80 grados. Utilizaban carburadores Dell'Orto de 40 mm , y tenían una caja de cambios de seis velocidades con un embrague seco multiplaca. La ignición era electrónica, proporcionada por la cercana Ducati Elettrotecnica, pero inicialmente no era fiable. Se usaron bujías dobles, y el sistema de encendido final usó cuatro bobinas, dos a cada lado del bastidor. 
Al principio se utilizó el bastidor Ducati de Taglioni. Tenía un solo freno de disco delantero Lockheed y un freno de tambor trasero de doble zapata Fontana. El peso en seco era de 135 kg y tenía llantas de 18 pulgadas delante y detrás, con neumáticos 3.00 y 3.25. La distancia entre ejes era de 1430 mm. En junio de 1971, Phil Read probó las motos de 500 cc con el bastidor Seeley, y lo consideró el mejor de los dos. Este cuadro también se ajustó a la moto de Spaggiari. En 1972 sería utilizado por Bruno Spaggiari, Ermanno Guliano y Phil Read. 
También en junio de 1971, salieron de la fábrica los primeros modelos de la Ducati 750 GT, distinguidos por sus marcos plateados, la pintura con escamas metálicas, los tanques de combustible de fibra de vidrio, los carburadores Amal de 30 mm y los frenos traseros de zapata doble. Taglioni experimentó con culatas de cuatro válvulas por cilindro, pero no pudo producir mejores cifras de potencia que con dos válvulas, por lo que se mantuvo este último sistema. Continuó experimentando con culatas de cuatro válvulas por cilindro hasta 1973. 
En 1971, los resultados en las carreras se vieron perjudicados por una serie de problemas en la caja de cambios y en el encendido. El segundo puesto de Phil Read tras Giacomo Agostini en el Gran Premio de San Remo, y el cuarto, también de Read, en Monza en el Gran Premio de las Naciones, fueron los mejores momentos de la temporada. Mike Hailwood había probado en Silverstone en agosto de 1971 una moto con bastidor Seeley para competir en la Fórmula 750. Hailwood decidió no hacerlo, argumentando que no creía que la calidad de conducción de la moto fuera lo suficientemente buena. Taglioni ya había producido un nuevo cuadro para la moto de producción en serie, incorporando algunas de las características de Seeley. Más tarde dijo que le parecía que el bastidor de Seeley había sido demasiado ligero para las V-2. Se utilizó el bastidor de serie para las motos Imola de 1972. 
La Fórmula de las 200 Millas se corrió por primera vez en Italia en 1972, en Imola. Ducati preparó ocho   motos de 750 cc para la prueba. Paul Smart, Bruno Spaggiari, Ermanno Giuliano y Alan Dunscombe fueron confirmados como pilotos. A estas alturas ya había comenzado la fiebre de las carreras, y la fábrica quería obtener la victoris. Las motos utilizaban los nuevos bastidores de fábrica y los motores de 750 cc, y una vez más se prepararon en muy poco tiempo. Siempre que fue posible, las motos se aligeraron, y se usaron los nuevos carburadores Dell'Orto de 40 mm con bombas aceleradoras. Estos motores rendían 80 caballos (81,1 CV) a 8500 rpm. En aquellas 200 Millas de Imola celebradas en abril, Smart y Spaggiari llegaron primero y segundo. El efecto en las ventas de Ducati fue notable. De repente, mucha más gente conocía la marca Ducati en todo el mundo. 
La nueva 750GT tenía un marco negro, un asiento nuevo y pintura roja o negra. 
El éxito en las carreras no duró mucho, una vez que MV Agjsta mejoró la moto de Agostini. En mayo de 1972, Bruno Spaggiari terminó tercero en el Gran Premio de Italia en Imola, con Paul Smart en cuarta posición, invirtiendo su orden de finalización en las 200 Millas del mes anterior. Ahora, la V-2 no pudo igualar a la MV tricilíndrica de Agostini. 
Taglioni recurrió a la inyección de combustible. La inyección directa se probó en la motocicleta de 500 cc de Grand Prix en una sesión de prueba en Módena en marzo de 1972, pero el sistema sería prohibido por la FIM como una forma de sobrealimentación poco después. En 1972, las motos de competición tenían discos delanteros gemelos Lockheed y un solo disco trasero también Lockheed. Se utilizaron horquillas delanteras únicas de eje delantero Marzocchi. En 1972 se desarrolló un motor tricilíndrico de 350 cc y 12 válvulas DOHC, con una caja de cambios de siete velocidades, basado en un motor Ricardo británico. Afortunadamente para los fanáticos del motor V-2, no fue competitivo. 
Se lanzó la Ducati 750 Sport de 1972, inicialmente usando el cuadro de la 750GT con la sección de asiento más ancha y los amortiguadores traseros superiores en línea con el marco, pero esto pronto se cambió a un marco con una parte trasera más delgada y los amortiguadores traseros superiores se montaron fuera del bastidor. Si bien muchos componentes aún se compartían entre la Sport y la GT, las principales diferencias eran un tanque de combustible más estrecho, una cubierta del asiento trasero con tope trasero, manubrios con clip y controles de pie traseros, todo lo que le daba a la Sport su distintiva personalidad de pilotaje. La Sport también incluía un cárter de color negro, carburadores Dell'Orto de 32 mm, asiento único y tanque de combustible deportivo. Al igual que con la 750 GT, Tartarini fue el consultor de diseño. Al mismo tiempo, se les dio un nuevo estilo a los modelos de carreras urbanas de un solo cilindro, y un aspecto de pintura similar al de la 750 Sport.
La última iteración de la 500 de competición apareció durante 1973, con doble árbol de levas en cabeza accionado por correa y un cilindro delantero con aletas radiales. Las correas del árbol de levas estaban en el lado opuesto a las transmisiones del eje del engranaje cónico en los motores anteriores. El motor había sido desarrollado para Taglioni fuera de Ducati por Armaroli, y presentaba el diseño de la cabeza invertida que se encuentra en el posterior modelo Paso, donde los puertos de entrada se enfrentan entre sí. Rendía 74 HP (75,0 CV) a 12.000 rpm, lo no suponía un gran aumento, y MV Agusta continuó ganando. En 1971 y 1972, las motos de 500 cc, y más tarde las de 750, se corrieron y se exhibieron en todo el mundo occidental como parte de un importante ejercicio publicitario para promover el nombre de Ducati. 
En 1973 se produjo un cambio desastroso en el personal de gestión. El nuevo jefe era De Eccher. Todos los proyectos de carreras, incluidas las máquinas de 500 cc y cuatro cilindros, las tricilindricas de 350 cc y las V-2 de 500 cc, se cancelaron. La producción iba a terminar para los modelos de caja redonda 750 y todos los modelos de un solo cilindro. A pesar de la retirada de Ducati de las carreras, muchos pilotos particulares, preparadores y equipos de carreras independientes continuaron haciendo campaña y desarrollando sus motocicletas. 
En 1973, se presentó el modelo de producción en serie Ducati 750 SuperSport, con un kit Imola para los corredores. La motocicleta se distinguía por su delgado bastidor verde, con las bocas acampanadas de los carburadores Dell'Orto de 40 mm, medio carenado, tanque de combustible deportivo de fibra de vidrio con franja transparente de nivel de combustible en el costado y asiento individual.
Por entonces, la GT y la Sport tenían tanques de combustible de acero. La GT tenía amortiguadores traseros más cortos para reducir la altura del asiento para el mercado estadounidense, lo que significaba que la moto se desequilibraría más fácilmente en las curvas. Los carburadores Amal de la GT fueron reemplazados por unos Dell'Orto de 30 mm con bombas aceleradoras. Esto redujo un poco la economía de combustible. 

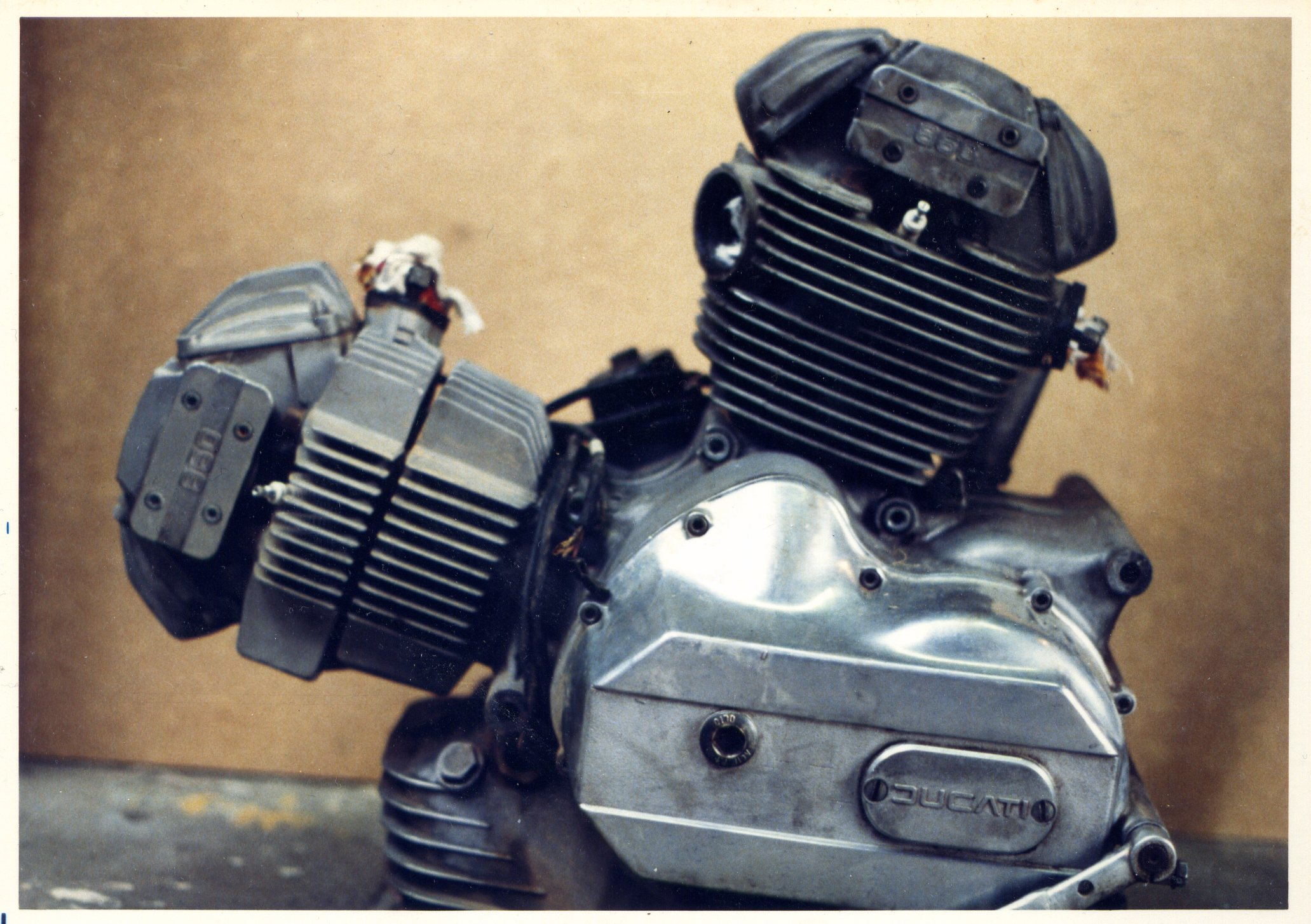
Motor 860 GT

En 1973, Cañellas y Grau ganaron la carrera de las 24 Horas de Barcelona en una Ducati 750 SS de caja redonda convertida en una 860 mediante el uso de las mangas y pistones del motor de un solo cilindro de la Ducati 450. En 1974, la 860 GT entró en producción. Giugiaro había rediseñado los cárteres, junto con el resto de la moto, con una apariencia cuadrada, muy diferente a las líneas fluidas de la 750. El nuevo jefe De Eccher vio el futuro de Ducati en las exportaciones estadounidenses, y había contratado a Giorgetto Giugiaro para hacer el trabajo de diseño externo de la nueva 860 en lugar de Tartarini. Taglioni intervino para rediseñar las cajas exteriores del motor, de forma que coincidiera con el diseño de Giugiaro. También se lanzaron las nuevas bicilíndricas verticales deportivas 350 y 500 GTL, diseñadas externamente por Giugiaro. Los motores no fueron construidos por Taglioni, que se había negado a participar en su diseño. 
Las ventas de Ducati cayeron. La 860 GTS no se vendió bien, al igual que los modelos con motores gemelos verticales. De Eccher había salido de la empresa, y Taglioni volvió a recuperar el favor de la dirección, y también, por asociación, Tartarini. Se realizó un rediseño apresurado del tanque de combustible y del asiento para crear la 900GTS, un modelo destinado a ayudar a la compañía a recuperar algo de terreno. Al mismo tiempo, se pusieron en marcha planes para crear dos nuevos modelos, Darmah y Pantah. 
En 1974, el importador australiano Ron Angel inscribió una "Ducati 860 SS" en la prueba de Producción Ilimitada de las carreras de motos de Pascua disputadas en Bathurst, en la montaña, el mayor evento anual de motocicletas en Australia en aquel momento. La motocicleta, pilotada por Kenny Blake, derrotó a las entonces dominantes Kawasaki Z1 900 aquel día, un logro sensacional que entusiasmó a la multitud. Los pedidos se acumularon. Ron Angel inmediatamente comenzó a anunciar las motos, asegurando que un envío estaba en camino. La Auto Cycle Union de Nueva Gales del Sur abrió una investigación sobre la buena fe de la existencia de las máquinas ofertadas. La motocicleta fue finalmente aceptada cuando la fábrica de Ducati envió una carta confirmando que se estaban fabricando unidades de la Ducati 860 SuperSport, y el ACU-NSW otorgó la carrera a Blake y a la 860 SuperSport. Cuando finalmente llegó el envío de las 900 SuperSport, eran unas motos diferentes a la 860 SuperSport que había ganado Bathurst, pero era demasiado tarde para que aquello tuviera importancia. La moto especial de Bathurst tenía cajas redondas, y se veía idéntica al bastidor verde de la 750 SS, pero con los soportes de rodamiento del árbol de levas de la 860 y el rótulo SuperSport 860 en las cubiertas laterales de la motocicleta. Más tarde, Ron Angel dijo que la moto había sido construida por Ducati según un pedido para la edición de Bathurst anterior, pero que luego se declaró que no se podía inscribir, por lo que se hizo más trabajo sobre la máquina, que se envió por mar, llegando a tiempo para la carrera del año siguiente, donde se presentó como un modelo de producción en serie. Tenía piezas especiales, incluidas las cámaras Imola y la caja de cambios de relación cerrada de disponibilidad limitada. Se había quitado el volante de inercia interior de 2 kg, pero no tenía los engranajes primarios de corte recto de las Imola. Los soportes de rodamiento del árbol de levas fueron la única parte de la 860 externamente obvia. Finalmente, los modelos "900" permanecieron con 860 cc. 
Ron Angel había llevado previamente la motocicleta de Spaggiari a Australia después de Imola, y Blake la había pilotado en una competición donde las reglas lo permitían. Esa motocicleta tenía los engranajes primarios de corte recto.
En 1976, Tartarini hizo un cambio de imagen en la 860GT, creando la Ducati Darmah SD900. Se convirtió en un éxito inmediato. Los únicos nuevos modelos de con carenado biselado de Giugiaro después de esto fueron la Mike Hailwood Replica, una versión cosmética de las NCR de competición, y la S2. A diferencia de la SuperSport, las MHR no eran motocicletas de carrera apenas disfrazadas, sino modelos de carretera vestidos como motos de carreras. 
El motor Mille no era solo una ampliación del 860, sino que contemplaba un rediseño completo. Tenía un cigüeñal nitrurado forjado de una pieza, con cojinetes lisos de extremo grandes y una bomba de aceite más grande con una presión de aceite de 80 psi. El nuevo cigüeñal tenía un 80 mm de carrera, y con 88 mm de diámetro, daba una cilindrada de 973 cc, y una mejora del 5% de la potencia. La MHR Mille completa pesaba 198 kg en seco. La caja de cambios y las relaciones finales se modificaron para proporcionar una mejor distribución, de modo que la ganancia de rendimiento fuera un poco mejor de lo que sugerirían las cifras de potencia y peso. El motor de arranque Nippon Denso era un estándar. Las tapas del motor de Giugiario finalmente habían desaparecido. El motor estaba disponible en los modelos MHR Mille y S2 Mille. La demanda del MHR superó al S2 en nueve a uno. 
La 750 GT de 1971 evolucionó a través de la 750 Sport de 1972 y de la 750SS de 1974, para dar paso a la 900SS de 1975 y a la Mike Hailwood Réplica de 1982. A pesar de otras variaciones, todas estas máquinas conservaron bastidores con los típicos ajustadores de cadena estilo Seely.

### Árboles de levas accionados por correa
(Pantah 500SL en adelante)

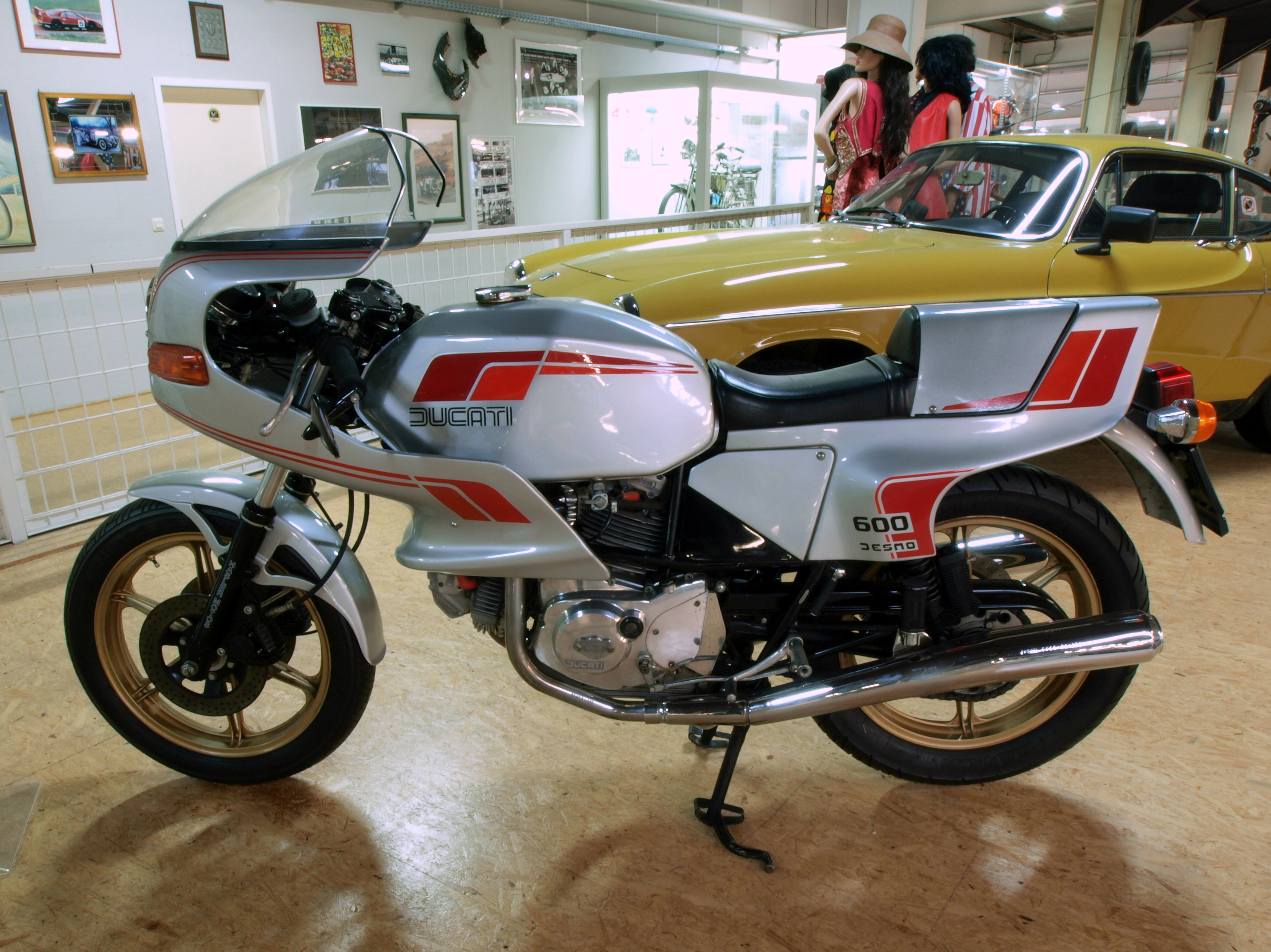
Pantah, primer motor con distribución por correa en lugar de eje rey

Cuando los motores bicilíndricos verticales de 350 cc y 500 cc fueron reconocidos como un desastre de marketing, Taglioni se puso a trabajar en la Pantah. 
Llegó al mercado en 1980 como la 500SL roja y plata. Usó el mismo diámetro y carrera que las antiguas 500 cc de competición (74 mm x 58 mm), pero tenía un ángulo entre válvulas de 60 grados y árboles de levas accionados por correa. Les faltaba notablemente par motor en el extremo inferior y medio del cuentarevoluciones, pero aceleraban con suficiente eficacia. La conducción parecía menos segura, y las horquillas delanteras de 35 mm carecían de rigidez. 
Los entusiastas pronto encontraron que el engranaje final era demasiado grande, y que la admisión y el escape eran restrictivos. Si se cambiaban, se obtenía una motocicleta muy rápida. 
En 1981, se creó el motor Ducati Bipantah a partir del Pantah 500SL, pero permaneció en la etapa de prototipo. 
En 1981, la 600SL plateada estuvo disponible con carenado y activación del embrague hidráulico. Tenía 80 mm de diámetro y 58 mm de carrera, cubicando 583  cc (la TT2 racer utilizaba 81 mm de diámetro). En 1984, la última de las motos 600SL tenía pintura MHR. 
En 1982, se lanzó la 600TL, y el estilo se cambió rápidamente. Duró hasta 1983. 
En 1983, la 650SL surgió debido a la necesidad de homologar la TT1 750, con 61,5  mm de carrera. En lugar de producir una serie de máquinas 750, la 650SL nació con 82 mm de diámetro y 61,5 mm de carrera. Visualmente era prácticamente lo mismo que una 600SL, pero tenía mucho más par motor, lo que significó una gran mejora. 
La empresa Cagiva (CAstiglioni GIovanni VArese), fundada por los hermanos Castiglioni, se hizo cargo de Ducati Meccanica en 1985. Los motores Ducati aparecieron rápidamente en las motocicletas Cagiva, como la Cagiva Alazzurra y la Cagiva Elefant. 
El motor 650SL continuó produciéndose después de la adquisición por Cagiva, siendo cancelada su fabricación en 1986. 
En 1985 se lanzó la Ducati F1 750, basada en las máquinas de carreras TT1 y TT2 (con enfriamiento de aceite de flujo completo en lugar de enfriamiento de derivación de culata, y suspensión trasera en voladizo). Las primeras motos de producción en serie usaban válvulas del mismo tamaño que las 500, lo que restringía su rendimiento. Con sus 1400 mm de distancia entre ejes, era una 750 más pequeña a la que el mundo estaba acostumbrado, y las piezas auxiliares eran de calidad mixta. Los conductores más grandes la encontraron pequeña, y la rueda delantera de 16 pulgada (40,6 cm) restringía la elección de neumático. Entre sus características distintivas se incluían las horquillas delanteras Marzocchi de 38   mm, frenos de disco totalmente flotantes delanteros y traseros, embrague en seco operado hidráulicamente, escape dos en uno, instrumentos Nippon Denso y un tanque de gasolina de aluminio. 
En 1986, las cajas de cigüeñal de las 750 F1 se fortalecieron, usándose engranajes primarios de corte recto y una caja de cambios más fuerte. Los tamaños de las válvulas se incrementaron a 41 mm y 35 mm, como se usaba en la TT2, y esto significaba disponer orificios para las bujías de 12 mm, más pequeños. Otras características fueron las horquillas delanteras Forcella de 40 mm, los instrumentos Veglia y un tanque de gasolina de acero. 
Este fue el mismo año en que el motor Desmoquattro refrigerado por líquido apareció en las 24 Horas de Montjuic, en 1986. Si bien todavía se producían modelos refrigerados por aire, el desarrollo se había centrado más en los modelos refrigerados por líquido. 
La 750 F1 continuó siendo producida en 1987 y 1988. Había tres modelos de edición limitada; Montjuich, Laguna Seca y Santa Mónica. Utilizaban carburadores Dell'Orto de 40 mm , árboles de levas más extremos, escape Verlicchi de dos en uno, pinzas Brembo de 4 pistones con discos completamente flotantes y un basculante de aluminio. Son considerados los mejores de los modelos de la 750 F1. 
De la misma manera que Ducati había buscado la experiencia en los bastidores de Seely en 1970, Cagiva se dirigió a Massimo Tamburini de Bimota para diseñar un nuevo bastidor para un sustituto de la 750 F1. Nació la Ducati Paso, nombrada así en honor a Renzo Pasolini. El motor ya no era un miembro del bastidor sometido a tensiones. El cuadro utilizaba horquillas M1R Marzocchi y una suspensión trasera de velocidad creciente. Pesaba 195 kg y tenía la carrocería casi completamente cerrada. La culata trasera se invirtió para que ambos cilindros pudieran compartir un solo carburador Weber de doble garganta. La Paso fue la segunda propuesta de Tamburini. La primera, considerada demasiado costosa por la junta de Ducati, se convirtió en la Bimota DB1. 
El carburador Weber resultó problemático. A pesar de las numerosas revisiones para mejorar su ajuste, los propietarios sufrieron, numerosos problemas de respuesta plana, detonaciones, y respuesta lenta del acelerador. La 750 Paso fue producida hasta 1990. 
En 1988 se lanzó una 750 Sport, básicamente una Paso con motor carburado por Weber sobre un bastidor de la 750F1, pero con un basculante de aluminio. 
En 1989 se introdujo la 906 Paso refrigerada por líquido, con un 92 mm de diámetro y 68 mm de carrera, y una caja de cambios de seis velocidades. Tenía un peso de 205 kg. 
Con el lanzamiento de la 906 Paso, se colocó una versión del motor refrigerado por aire en un cuadro Sport 750 de 1988: la moto resultante se llamó 1989 900 SuperSport. Pesaba solo 180 kg, y permitía elegir entre un carenado completo y otro medio. En 1990, los carburadores Weber se reemplazaron por unos Mikuni CV de 38 mm, con entradas de igual longitud, mientras que el cuadro recibió una columna de dirección inclinada 25 grados, una distancia entre ejes reducida a 1410 mm, un nuevo basculante de aleación y unas horquillas Showa invertidas ajustables de 41 mm. 
En 1991, el 907IE refrigerado por líquido se lanzó con inyección de combustible Weber-Marelli. Al principio del desarrollo del modelo, los cárteres se reforzaron, después de algunas grietas al usarse en las carreras. Tenían ruedas de 17 pulgada (43,2 cm) y pinzas de freno Brembo de cuatro pistones. La producción de la 907IE finalizó en 1992. 
También en 1991, se lanzó una 750 SuperSport de cinco velocidades con un solo disco y horquillas Showa no ajustables de 41 mm. También se lanzó una 400 SuperSport Junior, usando el mismo tren de rodaje de la 750SS. 
La 900 SuperLight apareció en 1992 como un modelo SuperSport de edición limitada con asiento monoposto, tubos de escape elevados, cubierta de embrague ventilada, discos delanteros Brembo totalmente flotantes, elementos de fibra de carbono y ruedas y protectores ligeros Marvic. En 1993, la cubierta del embrague ventilada, los discos delanteros Brembo totalmente flotantes y las ligeras ruedas y protectores Marvic desaparecieron de la SuperLight, y ahora solo quedaba el freno trasero totalmente flotante para diferenciar la 900 SuperSport y la SuperLight. 
1993 vio la introducción de la (M900) Ducati Monster, con un motor 900 SuperSport en un cuadro de la 851 modificado. Pesaba 184 kg, y tenía una altura de asiento baja, de 770 mm. No era una moto de carreras ni rutera, sino una moto de crucero desnuda combinada con una dragster. Se convirtió en todo un éxito de ventas. 
En 1994 aparecieron una SuperSport 600 de cinco velocidades y una Monster 600 de cinco velocidades. Era la especificación original del motor y la caja de cambios, con todas las mejoras de los modelos contemporáneos añadidos. La 750 SuperSport se actualizó con discos delanteros gemelos de 320 mm, y un brazo oscilante de acero. Las 900 SuperSport y SuperLight recibieron horquillas Showa mejoradas, y en 1995, se agregó un medidor de temperatura de aceite a los instrumentos. 
En 1996, la M900 recibió horquillas Marzocchi totalmente ajustables. Este fue también el año en que Texas Pacific Group compró una participación del 51% en la compañía por 325 millones de dólares, asumiendo así el control de Cagiva, y cambió el nombre de la compañía a Ducati Motor SpA. 
En 1998 llegó la Ducati ST2 Sports Turismo de 944 cc , con un motor refrigerado por líquido descendiente de los anteriores Paso 906 y 907ie. 
En 2000 se lanzó la 1000SS (de 992 cc), con un peso de 185 kg y 1395 mm de distancia entre ejes. 
A finales de 2003, llegaron al mercado las 620SS, 800SS y 1000DS, todavía con dos válvulas, pero con un ángulo entre válvulas más estrecho. 
La Multistrada 1000DS era aparentemente una supermoto, pero con una posición de asiento más vertical. La 1000DS era una SuperSport de dos válvulas con doble chispa. El motor V-2 a 90° de la 1000DS, cubicaba 992 cc y estaba refrigerado por aire, estando basado en los motores existentes de Ducati refrigerados por líquido y aire, con cabezales de bujías gemelas, cojinetes de árbol de levas lisos lubricados a presión, cigüeñal rediseñado, mayor presión y volumen de aceite, y una nueva cesta de embrague de aleación, transmisión y placas conducidas. La Multistrada 1000DS utilizaba el bastidor reticulado característico de Ducati, con horquillas Showa totalmente ajustables de 160  mm de recorrido, bifurcado en la parte delantera y con un basculante de un solo lado, con un amortiguador trasero Öhlins totalmente ajustable junto con un sistema de suspensión ajustable en altura y velocidad ascendente en la parte trasera. Las pinzas Brembo "Serie Oro" se utilizan en la parte delantera y trasera, con discos de 320 mm y pinzas de cuatro pistones, y un solo disco de 245 mm trasero, y líneas de freno trenzadas en acero delante y detrás. Los discos están montados directamente en cubos de gran tamaño, eliminando los soportes.